# Campionat d'escacs de la Gran Bretanya

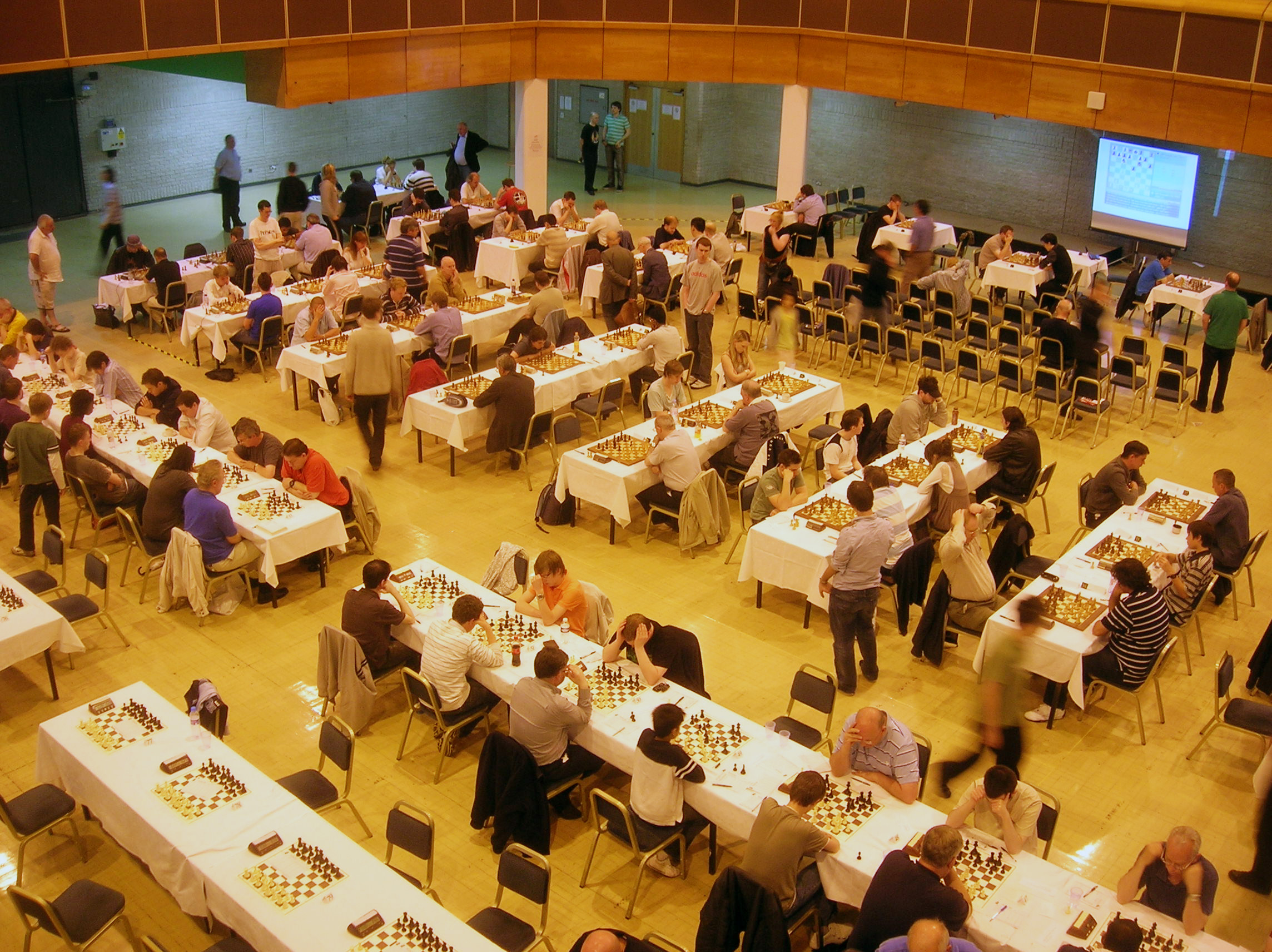
Sala de joc del Campionat d'Escacs de la Gran Bretanya de 2009, a Torquay

El Campionat d'escacs de la Gran Bretanya és una competició que es juga oficialment des del 1904 a la Gran Bretanya per a determinar el campió nacional d'escacs.
Actualment no hi ha una única federació d'àmbit britànic, i la competició és organitzada principalment per la Federació Anglesa d'escacs; se n'han celebrat edicions a territori anglès, escocès, gal·lès, i fins i tot un cop a l'Illa de Man, però mai a Irlanda del Nord. Anglaterra, Escòcia, i País de Gal·les participen separadament a les olimpíades d'escacs i a la resta de competicions per equips.
Del 1862 al 1899 la British Chess Federation (BCF) i la British Chess Association (BCA) varen organitzar competicions (anomenades "Congressos"), el vencedor de les quals era considerat, tot i que extraoficialment, campió britànic.
Fins al 2003 el campionat era obert a qualsevol jugador d'algun país integrant de la Commonwealth, i va ser guanyat un cop per Mir Sultan Khan (Índia) i per Abe Yanofsky (Canadà). Quan el 2002 l'indi R. B. Ramesh va ser primer, i diversos altres indis varen ocupar les primeres posicions, alguns destacats jugadors britànics varen decidir no participar en l'edició del 2003, com a protesta davant la federació, argumentant que el campionat britànic no servia als interessos dels jugadors britànics. Això, combinat amb la victòria de l'indi Abhijit Kunte el 2003, va fer anunciar els organitzadors que a partir del 2004 només hi podrien participar jugadors amb nacionalitat britànica o irlandesa.

## Congressos de la BCA 1857-1861
Entre 1857 i 1861 la British Chess Association va organitzar els primers grans torneigs a Anglaterra. Els torneigs permetien la participació d'estrangers.
| Any  | Lloc       | Guanyador          | País                          |
| ---- | ---------- | ------------------ | ----------------------------- |
| 1857 | Manchester | Johann Loewenthal  | Imperi austríac               |
| 1858 | Birmingham | Johann Loewenthal  | Imperi austríac               |
| 1860 | Cambridge  | Ignatz von Kolisch | Imperi austríac               |
| 1861 | Bristol    | Louis Paulsen      | Alemanya / Principat de Lippe |
El novembre de 1866 se celebrà a Londres la I British Chess Association Challenge Cup, citada per algunes fonts com el primer Campionat Britànic oficial.
Edicions de la British Chess Association Challenge Cup
| Any     | Lloc    | Guanyador               | País       |
| ------- | ------- | ----------------------- | ---------- |
| 1866    | Londres | Cecil Valentine de Vere | Escòcia    |
| 1868-69 | Londres | Joseph Henry Blackburne | Anglaterra |
| 1870    | Londres | John Wisker             | Anglaterra |
| 1872    | Londres | John Wisker             | Anglaterra |

## Congressos de la BCF 1862 – 1899
El juliol de 1862, Adolf Anderssen va guanyar el 1r Congrés de la Federació Britànica (BCF Congress), celebrat a Londres. Hi quedà 2n Louis Paulsen, seguit per John Owen. Aquest fou el primer torneig celebrat per sistema round robin.
L'agost de 1872, Wilhelm Steinitz guanyà el 2n Congrés de la Federació Britànica, a Londres. Hi quedà 2n Joseph Henry Blackburne. El gran Torneig d'escacs de Londres de 1883 fou guanyat de manera convincent per Johannes Hermann Zukertort (22 punts sobre 26) per davant de Steinitz (19/26).
| #  | Any  | Lloc       | Campió                    | País                    |
| -- | ---- | ---------- | ------------------------- | ----------------------- |
| 1* | 1862 | Londres    | Adolf Anderssen           | Prússia                 |
| 2* | 1872 | Londres    | Wilhelm Steinitz          | Imperi Austrohongarès   |
| 3* | 1883 | Londres    | Johannes Zukertort        | Imperi Alemany          |
| 1  | 1885 | Londres    | Isidor Gunsberg           | Regne Unit              |
| 2  | 1886 | Londres    | Joseph Blackburne         | Regne Unit              |
| 3  | 1887 | Londres    | Amos Burn Isidor Gunsberg | Regne Unit · Regne Unit |
| 4  | 1888 | Bradford   | Isidor Gunsberg           | Regne Unit              |
| 5  | 1889 | Londres    | Henry Bird                | Regne Unit              |
| 6  | 1890 | Manchester | Siegbert Tarrasch         | Imperi Alemany          |
| 7  | 1892 | Londres    | Emanuel Lasker            | Imperi Alemany          |
| 8  | 1895 | Hastings   | Harry Nelson Pillsbury    | Estats Units            |
| 9  | 1899 | Londres    | Emanuel Lasker            | Imperi Alemany          |

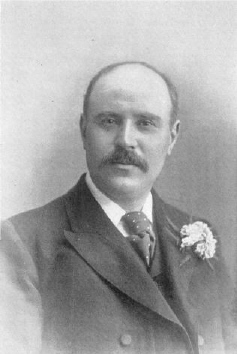
Isidor Gunsberg

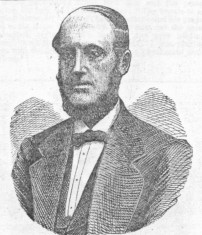
Henry Bird

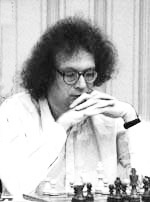
Jonathan Speelman

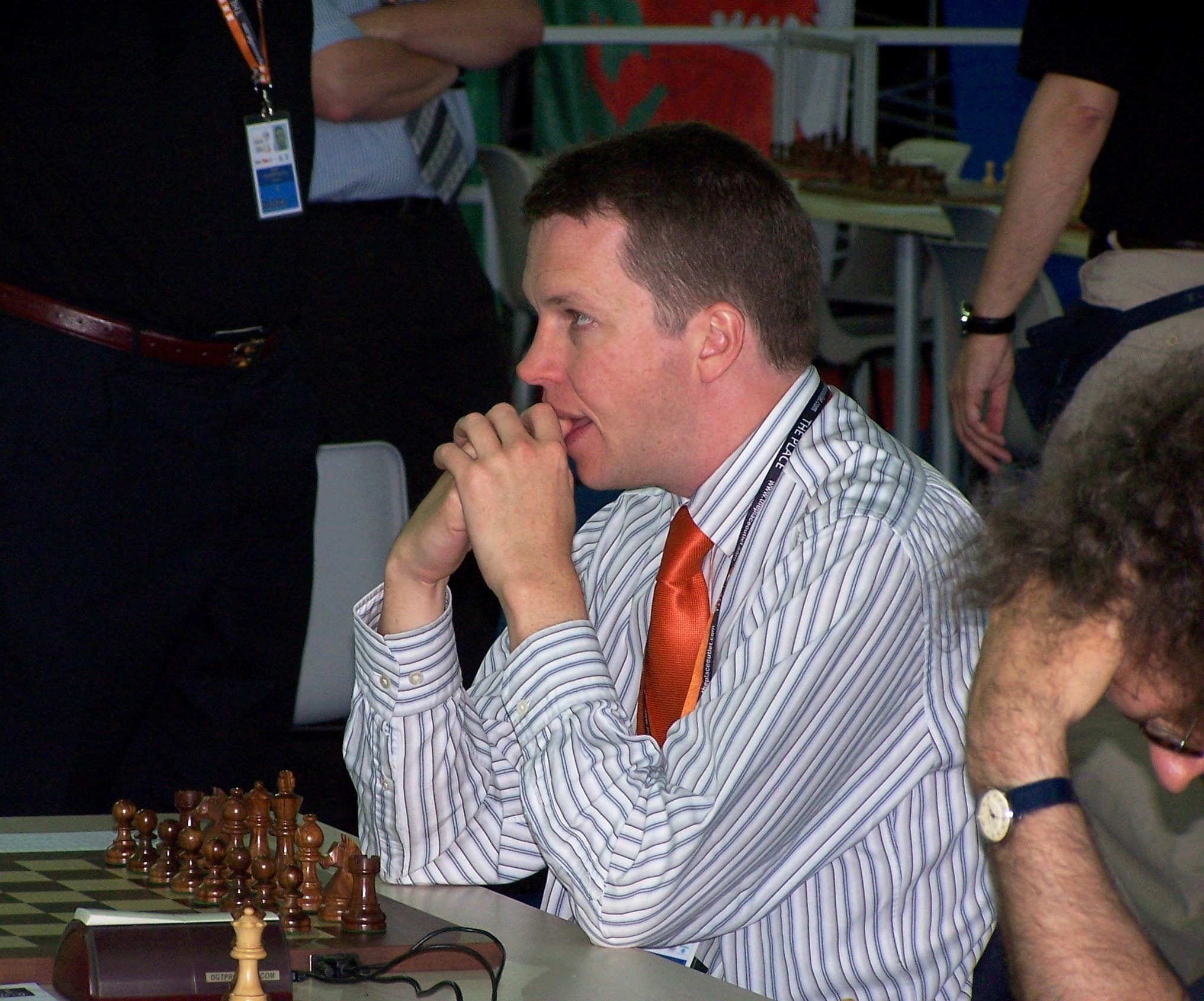
Nigel Short

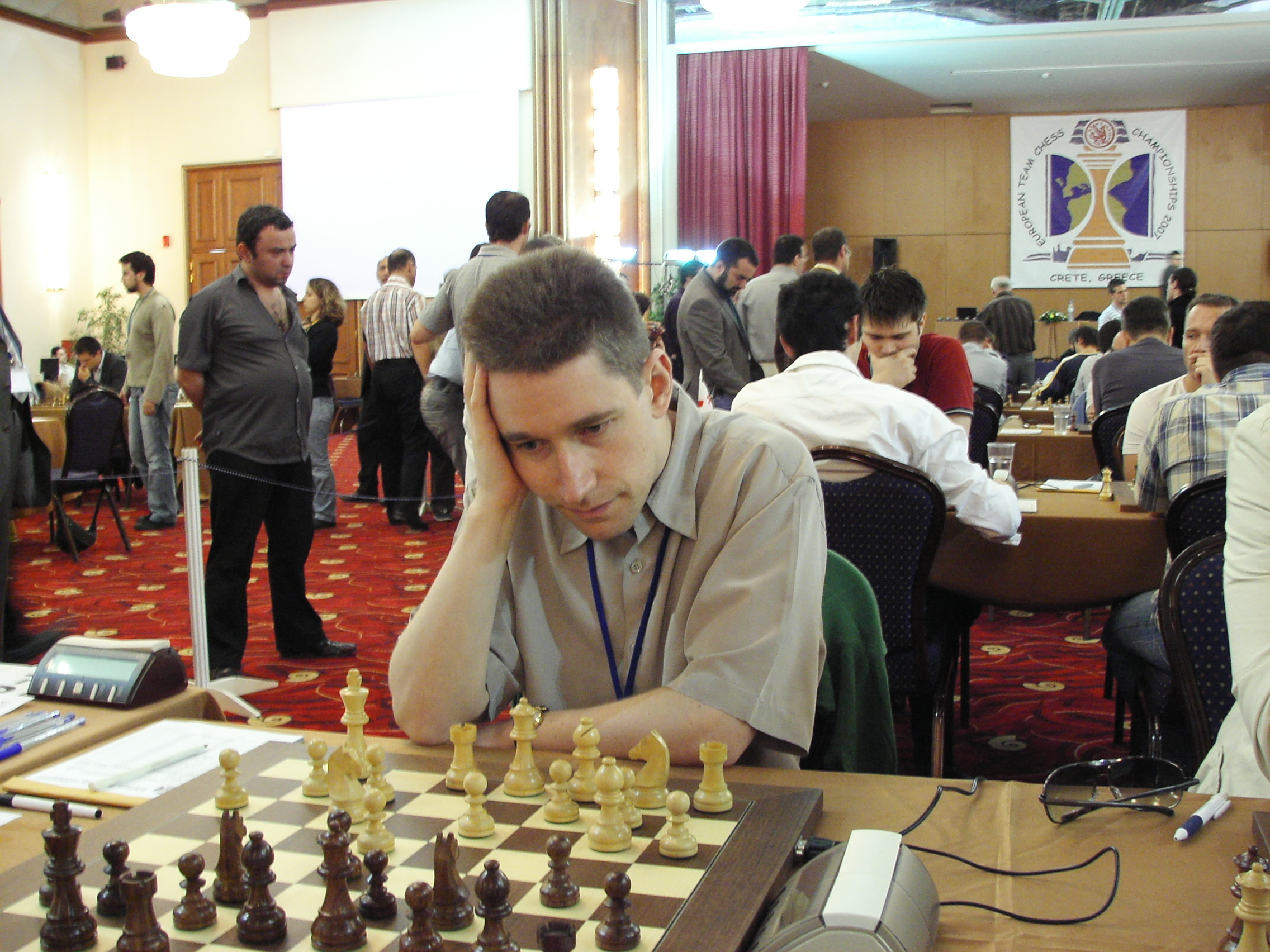
Michael Adams

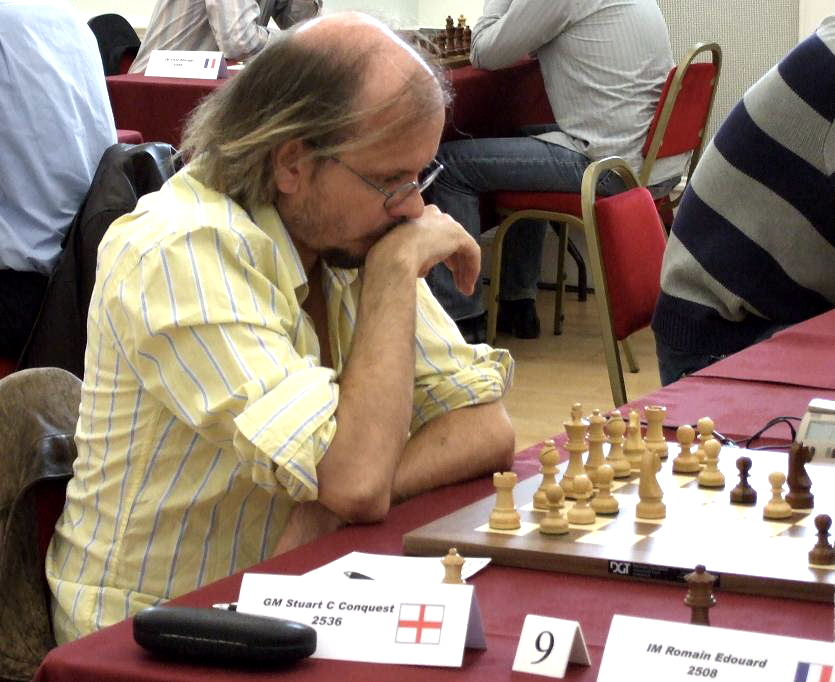
Stuart Conquest

Nota: els congressos marcats amb un asterisc (1*, 2*, 3*) foren organitzats per la British Chess Federation, i la resta per la British Chess Association (fundada el 1885 per Isidor Gunsberg).

## Campionats britànics des del 1904
| Any         | Lloc                           | Campionat masculí              | Campionat femení                        |
| ----------- | ------------------------------ | ------------------------------ | --------------------------------------- |
| 1904        | Hastings                       | William Ewart Napier           | Kate Belinda Finn                       |
| 1905        | Southport                      | Henry Ernest Atkins            | Kate Belinda Finn                       |
| 1906        | Shrewsbury                     | Henry Ernest Atkins            | Frances Herring                         |
| 1907        | Londres                        | Henry Ernest Atkins            | Frances Herring                         |
| 1908        | Tunbridge Wells                | Henry Ernest Atkins            | Grace Curling                           |
| 1909        | Scarborough                    | Henry Ernest Atkins            | Gertrude Alison Anderson                |
| 1910        | Oxford                         | Henry Ernest Atkins            | Mary Mills Houlding                     |
| 1911        | Glasgow                        | Henry Ernest Atkins            | Mary Mills Houlding                     |
| 1912        | Richmond upon Thames (Londres) | Richard Griffith               | Gertrude Alison Anderson                |
| 1913        | Cheltenham                     | Frederick Yates                | Amabel Nevill Moseley                   |
| 1914        | Chester                        | Frederick Yates                | Mary Mills Houlding                     |
| 1915–1918   | –                              | no disputat                    | no disputat                             |
| 1919        | Hastings                       | no disputat                    | Edith Holloway                          |
| 1920        | Edimburg                       | Roland Scott                   | Agnes Lawson Stevenson                  |
| 1921        | Malvern (Worcestershire)       | Frederick Yates                | Gertrude Alison Anderson                |
| 1922        | Londres                        | no disputat                    | Edith Charlotte Price                   |
| 1923        | Southsea                       | George Alan Thomas             | Edith Charlotte Price                   |
| 1924        | Southport                      | Henry Ernest Atkins            | Edith Charlotte Price                   |
| 1925        | Stratford on Avon              | Henry Ernest Atkins            | Agnes Lawson Stevenson                  |
| 1926        | Edimburg                       | Frederick Yates                | Agnes Lawson Stevenson                  |
| 1927        | -                              | no disputat                    | no disputat                             |
| 1928        | Tenby                          | Frederick Yates                | Edith Charlotte Price                   |
| 1929        | Ramsgate                       | Mir Sultan Khan                | Mary Dinorah Gilchrist                  |
| 1930        | Scarborough                    | no disputat                    | Agnes Lawson Stevenson                  |
| 1931        | Worcester                      | Frederick Yates                | Edith Michell Amy Eleanor Wheelwright   |
| 1932        | Londres                        | Mir Sultan Khan                | Edith Michell                           |
| 1933        | Hastings                       | Mir Sultan Khan                | Miss Fatima                             |
| 1934        | Chester                        | George Alan Thomas             | Mary Dinorah Gilchrist                  |
| 1935        | Yarmouth                       | William Winter                 | Edith Michell                           |
| 1936        | Bournemouth Nottingham         | William Winter                 | Edith Holloway                          |
| 1937        | Blackpool                      | William Fairhurst              | Rowena Mary Bruce                       |
| 1938        | Brighton                       | Conel Hugh O'Donel Alexander   | M. Musgrave                             |
| 1939        | Bournemouth                    | no disputat                    | Elaine Saunders Pritchard               |
| 1940/45     |                                |                                |                                         |
| no disputat | no disputat                    |                                |                                         |
| 1946        | Nottingham                     | Robert Forbes Combe            | Elaine Saunders Pritchard               |
| 1947        | Harrogate                      | Harry Golombek                 | Eileen Betsy Tranmer                    |
| 1948        | Londres                        | Reginald Broadbent             | Edith Charlotte Price                   |
| 1949        | Felixstowe                     | Harry Golombek                 | Eileen Betsy Tranmer                    |
| 1950        | Buxton                         | Reginald Broadbent             | Rowena Mary Bruce                       |
| 1951        | Swansea                        | Ernest Klein                   | Rowena Mary Bruce                       |
| 1952        | Chester                        | Robert Wade                    |                                         |
| 1953        | Hastings                       | Abraham Yanofsky               | Eileen Betsy Tranmer                    |
| 1954        | Nottingham                     | Leonard Barden Alan Phillips   | Rowena Mary Bruce                       |
| 1955        | Aberystwyth                    | Harry Golombek                 | Joan Doulton Rowena Mary Bruce          |
| 1956        | Blackpool                      | Conel Hugh O'Donel Alexander   | Elaine Pritchard                        |
| 1957        | Plymouth                       | Stefan Fazekas                 | Anne Sunnucks                           |
| 1958        | Leamington                     | Jonathan Penrose               | Anne Sunnucks                           |
| 1959        | York                           | Jonathan Penrose               | Rowena Mary Bruce                       |
| 1960        | Leicester                      | Jonathan Penrose               | Rowena Mary Bruce                       |
| 1961        | Aberystwyth                    | Jonathan Penrose               | Eileen Betsy Tranmer                    |
| 1962        | Whitby (ciutat anglesa)        | Jonathan Penrose               | Rowena Mary Bruce                       |
| 1963        | Bath                           | Jonathan Penrose               | Rowena Mary Bruce                       |
| 1964        | Whitby (ciutat anglesa)        | Michael Haygarth               | Anne Sunnucks                           |
| 1965        | Hastings                       | Peter Lee                      | Elaine Pritchard                        |
| 1966        | Sunderland                     | Jonathan Penrose               | Margaret Eileen Clarke Gillian Moore    |
| 1967        | Oxford                         | Jonathan Penrose               | Rowena Mary Bruce Dinah Margaret Dobson |
| 1968        | Bristol                        | Jonathan Penrose               | Dinah Margaret Dobson                   |
| 1969        | Rhyl                           | Jonathan Penrose               | Rowena Mary Bruce Dinah Margaret Dobson |
| 1970        | Coventry                       | Robert Wade                    | Jana Hartston                           |
| 1971        | Blackpool                      | Raymond Keene                  | Jana Hartston                           |
| 1972        | Brighton                       | Brian Eley                     | Jana Hartston                           |
| 1973        | Eastbourne                     | William Hartston               | Jana Hartston                           |
| 1974        | Clacton                        | George Botterill               | Jana Hartston                           |
| 1975        | Morecambe                      | William Hartston               | Sheila Jackson                          |
| 1976        | Portsmouth                     | Jonathan Mestel                | Jana Hartston                           |
| 1977        | Brighton                       | George Botterill               | Jana Hartston                           |
| 1978        | Ayr                            | Jonathan Speelman              | Sheila Jackson                          |
| 1979        | Chester                        | Robert Bellin                  | Jana Hartston                           |
| 1980        | Brighton                       | John Nunn                      | Sheila Jackson                          |
| 1981        | Morecambe                      | Paul Littlewood                | Sheila Jackson                          |
| 1982        | Torquay                        | Tony Miles                     | Jane Garwell                            |
| 1983        | Southport                      | Jonathan Mestel                | Rani Hamid Helen Scott Milligan         |
| 1984        | Brighton                       | Nigel Short                    | Unni Khaldikar Vasanti                  |
| 1985        | Edimburg                       | Jonathan Speelman              | Rani Hamid                              |
| 1986        | Southampton                    | Jonathan Speelman              | Susan Arkell[5]                         |
| 1987        | Swansea                        | Nigel Short                    | Cathy Forbes                            |
| 1988        | Blackpool                      | Jonathan Mestel                | Cathy Forbes                            |
| 1989        | Plymouth                       | Michael Adams                  | Rani Hamid                              |
| 1990        | Eastbourne                     | James Plaskett                 | Susan Arkell                            |
| 1991        | Eastbourne                     | Julian Hodgson                 | Susan Arkell                            |
| 1992        | Plymouth                       | Julian Hodgson                 | Susan Arkell                            |
| 1993        | Dundee                         | Michael Hennigan               | Saheli Dhar                             |
| 1994        | Norwich                        | William Watson                 | Cathy Forbes                            |
| 1995        | Swansea                        | Matthew Sadler                 | Harriet Hunt                            |
| 1996        | Nottingham                     | Chris Ward                     | Harriet Hunt                            |
| 1997        | Hove                           | Michael Adams Matthew Sadler   | Harriet Hunt                            |
| 1998        | Torquay                        | Nigel Short                    | Susan Lalić                             |
| 1999        | Scarborough                    | Julian Hodgson                 | Harriet Hunt                            |
| 2000        | Street                         | Julian Hodgson                 | Humpy Koneru                            |
| 2001        | Scarborough                    | Joe Gallagher                  | Melanie Buckley                         |
| 2002        | Torquay                        | Ramachandran Ramesh            | Humpy Koneru                            |
| 2003        | Edimburg                       | Abhijit Kunte                  | Ketevan Arakhamia-Grant                 |
| 2004        | Scarborough                    | Jonathan Rowson                | Ketevan Arakhamia-Grant                 |
| 2005        | Illa de Man                    | Jonathan Rowson                |                                         |
| 2006        | Swansea                        | Jonathan Rowson                | Ketevan Arakhamia-Grant                 |
| 2007        | Great Yarmouth                 | Jacob Aagaard                  | Ketevan Arakhamia-Grant                 |
| 2008[6]     | Liverpool                      | Stuart Conquest                | Jovanka Houska                          |
| 2009        | Torquay                        | David Howell                   | Jovanka Houska                          |
| 2010[7]     | Canterbury                     | Michael Adams                  | Jovanka Houska                          |
| 2011        | Sheffield                      | Michael Adams                  | Jovanka Houska                          |
| 2012        | North Shields                  | Gawain Jones                   | Jovanka Houska                          |
| 2013        | Torquay                        | David Howell                   | Sarah Hegarty Akshaya Kalaiyalahan      |
| 2014        | Aberystwyth                    | David Howell, Jonathan Hawkins | Amy Hoare                               |
| 2015[8][9]  | Coventry                       | Jonathan Hawkins               | Akshaya Kalaiyalahan                    |
| 2016[10]    | Bournemouth                    | Michael Adams                  | Jovanka Houska                          |
| 2017[11]    | Llandudno                      | Gawain Jones                   | Jovanka Houska                          |
| 2018        | Hull                           | Michael Adams                  | Jovanka Houska                          |
| 2019        | Torquay                        | Michael Adams                  | Jovanka Houska                          |
| 2021        | Hull                           | Nicholas Pert                  | Harriet Hunt                            |
| 2022        | Torquay                        | Harry Grieve                   | Lan Yao                                 |
| 2023        | Leicester                      | Michael Adams                  | Lan Yao                                 |
| 2024        | Hull                           | Gawain Jones                   | Lan Yao Trisha Kanyamarala              |